# Japacanim
O japacanim (Donacobius atricapilla) é uma ave da ordem Passeriformes. Vivem nas margens de rios e lagoas do Brasil. Seu canto é forte e variado, pois eles vivem em grupo ou sozinho.

## Etimologia
É conhecido também como sabiá-do-brejo, embora não perteçam à família dos sabiás.
Seu nome japacanim têm origem tupi.
O nome japacanim foi selecionado como nome vernáculo técnico para a espécie Donacobius atricapilla pelo Comitê Brasileiro de Registros Ornitológicos (CBRO) em 2021.